# Liste indonesischer Komponisten klassischer Musik
Diese Liste enthält bekannte indonesische Komponisten der klassischen europäischen Musik.
- Michael Asmara (* 1956)
- Will Eisma (* 1929)
- Iwan Gunawan (* 1974)
- Trisutji Kamal (1936–2021)
- Philemon Mukarno (* 1968)
- Amir Pasaribu (1915–2010)
- Sapto Raharjo (1955–2009)
- Slamet Abdul Sjukur (1935–2015)
- Paul Gutama Soegijo (1934–2019)
- Sinta Wullur (* 1958)